# 부줌부라 도시주

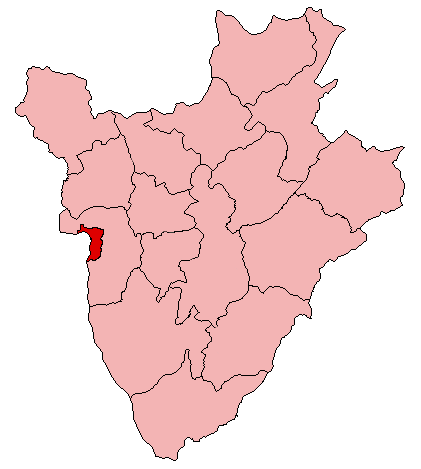
부줌부라 도시주의 위치

부줌부라 도시주(Bujumbura Mairie)는 부룬디의 수도인 부줌부라를 관할하는 주로, 면적은 86.52km2, 인구는 319,098명(1999년 기준)이다. 주 전체가 부줌부라 교외주에 둘러싸여 있다.